# POLR2E
 Субъединица RPABC1 ДНК-зависимой РНК-полимеразы I, II и III  — белок, кодируемый у человека геном  POLR2E .
Этот ген кодирует пятую по величине субъединицу РНК-полимеразы II, полимеразы, ответственной за синтез РНК у эукариот. Эта субъединица является общей для двух других ДНК-зависимых РНК-полимераз и её концкентрация в два раза выше чем концентрация других субъединиц полимеразы. Было показано взаимодействие между этой субъединицей и трансактивацией белка вируса гепатита. Предполагается, что взаимодействие между активатором транскрипции и полимеразой может происходить через эту субъединицу. Псевдоген этого гнена расположен на хромосоме 11.

## Взаимодействия
POLR2E, как было выявлено, взаимодействует с:
TAF15,  POLR2C,  POLR2G,  POLR2H,  POLR2A,  POLR2B,  POLR2L и GTF2F2.